# Reichersberg
Reichersberg là một đô thị thuộc huyện Ried im Innkreis thuộc bang Oberösterreich, Áo. Đô thị Reichersberg có diện tích 21 km², dân số thời điểm năm 2006 là 1405 người.